# Lucius Julius Caesar (konzul 90 př. n. l.)
Lucius Julius Caesar (134 př. n. l.? – 87 př. n. l. Řím) byl římský státník a vojevůdce konce druhého a počátku prvního století před naším letopočtem. Podílel se na pádu tribuna lidu Lucia Appuleia Saturnina v roce 100 př. n. l. Během spojenecké války v roce 90 př. n. l. zastával úřad konzula a velel několika římským legiím proti bývalým italickým spojencům. Za vítězství nad Samnity u Acerr byl odměněn triumfem.

## Úřední kariéra
V roce 94 př. n. l. byl zvolen praetorem, ačkoli není známo, zda už předtím zastával nižší úřady quaestora a aedila. V roce 93 př. n. l. byl jako propraetor správcem provincie Makedonie.

## Konzulát a spojenecká válka
Na konci roku 91 př. n. l. se ucházel o konzulát a byl na rok 90 př. n. l. zvolen jedním ze dvou konzulů. Po vypuknutí války se spojenci byl přidělen k boji proti jižní skupině vzbouřených Italiků, zatímco jeho kolega konzul Publius Rutilius Lupus bojoval na severní frontě. Lucius Caesar si jako svého podvelitele vybral pozdějšího diktátora Sullu, který u něho pravděpodobně působil jako starší legát, protože ke konci svého úředního období ho Lucius Caesar ponechal ve velení armády.
Lucius Caesar vyslal dvě legie, aby odrazily posily, které táhly na pomoc spojencům obléhajícím Aesernii, ale ty ve srážce se spojenci ztratily 2 000 mužů a ustoupily. Poté, co Lucius Caesar přeskupil svou armádu a obdržel nějaké posily, pochodoval proti samnitskému vojevůdci Gaiovi Mutilovi, který se svým vojskem táhl směrem k Acerrám. Mutilus provedl přímý útok na tábor Lucia Caesara před městem, ale byl zahnán zpět a ztratil 6 000 mužů. Byla to první významnější porážka spojenců během války.
Lucius Caesar se poté pokusil znovu přesunout k Aesernii. Pochodoval se svou armádou údolím řeky Volturnus, ale byl přepaden ve skalnaté soutěsce zvané Melfa. Protože Římané přepadení očekávali a byli na něj připraveni, byli schopni se z pasti probojovat do nedalekého města Teana Sidicina. Lucius Caesar v potyčce ztratil asi 8 000 ze svých 30 000 pěšáků, ale jeho armáda zůstala vcelku nedotčena a pokračovala k Acerrám. Římané sice nebyli schopni prolomit obléhání Acerr, ale svou přítomností alespoň dodali odvahu obráncům města, a ti v obraně pokračovali.
Ke konci svého úředního období Lucius Caesar ponechal svou armádu pod velením Sully přezimovat v Kampánii a vrátil se do Říma, kde navrhl zákon Lex Iulia de civitate Latinis et sociis danda, který uděloval římské občanství všem italickým spojencům, kteří nepozvedli zbraň proti Římu. To znamenalo zlom ve válce.
Za vítězství nad Gaiem Mutilem byl Lucius Caesar oceněn triumfem. Po skončení svého konzulátu odešel do Picena, kde sloužil jako starší legát Pompeia Strabona.
V roce 89 př. n. l. Lucius Caesar nebo jeho příbuzný Sextus Julius Caesar (zdroje zde nejsou jasné) uštědřil spojencům velkou porážku před Asculem Picenem, když přepadl nepřítele přesouvajícího se do nového tábora a pobil mu 8 000 mužů, zbytek se dal na útěk. Lucius Caesar byl v témže roce zvolen cenzorem a díky schválení jím navrženého zákona se stal zodpovědným za přidělování nových občanů do volebních okrsků, ale kvůli pokračujícímu občanskému sporu nemohl tuto agendu dokončit. Jeho kolegou v tomto úkolu byl bývalý konzul Publius Licinius Crassus Dives (otec pozdějšího triumvira Marka Crassa).

## Smrt
Lucius Caesar a jeho bratr Gaius Julius Caesar Strabo Vopiscus byli zabiti v roce 87 př. n. l. během občanské války mezi Mariem a Sullou. Poté, co Sulla odešel na východ bojovat proti pontskému králi Mithridatovi, vrátil se Marius z vyhnanství a začal popravovat své politické oponenty. Lucius a Gaius byli mezi jeho prvními oběťmi. Podle Livia byly jejich hlavy vystaveny nabodnuté na kopích u řečniště (rostra) na římském Fóru.

## Rodina
Se svojí ženou Fulvií měl syna Lucia Julia Caesara, který se stal konzulem v roce 64 př. n. l., a Julii, matku pozdějšího triumvira Marka Antonia.